# 7e méridien est
Pour les articles homonymes, voir 7e méridien.
En géographie, le 7e méridien est est le méridien joignant les points de la surface de la Terre dont la longitude est égale à 7° est.

## Géographie

### Dimensions
Comme tous les autres méridiens, la longueur du 7e méridien correspond à une demi-circonférence terrestre, soit 20 003,932 km. Au niveau de l'équateur, il est distant du méridien de Greenwich de 779 km,.
Avec le 173e méridien ouest, il forme un grand cercle passant par les pôles géographiques terrestres.

### Régions traversées
En commençant par le pôle Nord et descendant vers le sud au pôle Sud, Le 7e méridien est passe par:
| Coordonnées         | Pays, territoire ou mer | Notes |
| ------------------- | ----------------------- | --- |
| 90° 00′ N, 7° 00′ E | Océan Arctique          | |
| 81° 15′ N, 7° 00′ E | océan Atlantique        | |
| 62° 57′ N, 7° 00′ E | Norvège                 | Entre à Fræna sur Møre og Romsdal. Sort 3 km à l'ouest de Lindesnes sur Vest-Agder.                                             |
| 58° 01′ N, 7° 00′ E | Mer du Nord             | |
| 53° 41′ N, 7° 00′ E | Allemagne               | Île de Juist |
| 53° 40′ N, 7° 00′ E | Mer de Wadden           | |
| 53° 19′ N, 7° 00′ E | Pays-Bas                | |
| 52° 38′ N, 7° 00′ E | Allemagne               | |
| 52° 28′ N, 7° 00′ E | Pays-Bas                | |
| 52° 14′ N, 7° 00′ E | Allemagne               | Passe juste à l'est de Leverkusen (à 51° 02′ N, 6° 59′ E) Passe par Saarbrücken (à 49° 14′ N, 7° 00′ E)                         |
| 49° 11′ N, 7° 00′ E | France                  | |
| 47° 30′ N, 7° 00′ E | Suisse                  | Pendant environ 14 km |
| 47° 22′ N, 7° 00′ E | France                  | Pendant environ 8 km |
| 47° 18′ N, 7° 00′ E | Suisse                  | |
| 46° 01′ N, 7° 00′ E | France                  | Pendant environ 14 km |
| 45° 53′ N, 7° 00′ E | Italie                  | |
| 45° 32′ N, 7° 00′ E | France                  | |
| 45° 13′ N, 7° 00′ E | Italie                  | |
| 44° 15′ N, 7° 00′ E | France                  | |
| 44° 42′ N, 7° 00′ E | Italie                  | |
| 44° 15′ N, 7° 00′ E | France                  | Passe juste à l'ouest de Cannes (à 43° 33′ N, 7° 01′ E)                                                                         |
| 43° 33′ N, 7° 00′ E | Mer Méditerranée        | |
| 36° 54′ N, 7° 00′ E | Algérie                 | |
| 20° 29′ N, 7° 00′ E | Niger                   | |
| 12° 59′ N, 7° 00′ E | Nigeria                 | Passe juste à l'ouest de Port Harcourt (à 4° 49′ N, 7° 02′ E)                                                                   |
| 4° 23′ N, 7° 00′ E  | Océan Atlantique        | Passe juste à l'ouest de l'île de Príncipe, Sao Tomé-et-Principe Passe juste à l'est de l'île de São Tomé, Sao Tomé-et-Principe |
| 60° 00′ S, 7° 00′ E | Océan Austral           | |
| 69° 53′ S, 7° 00′ E | Antarctique             | Terre de la Reine-Maud, revendiquée par la Norvège                                                                              |